# Чорнау

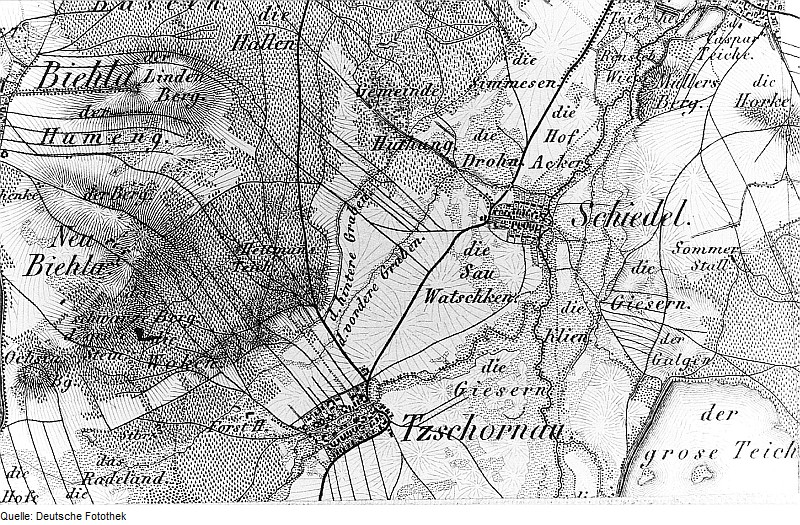
Фрагмент карты 1844 года

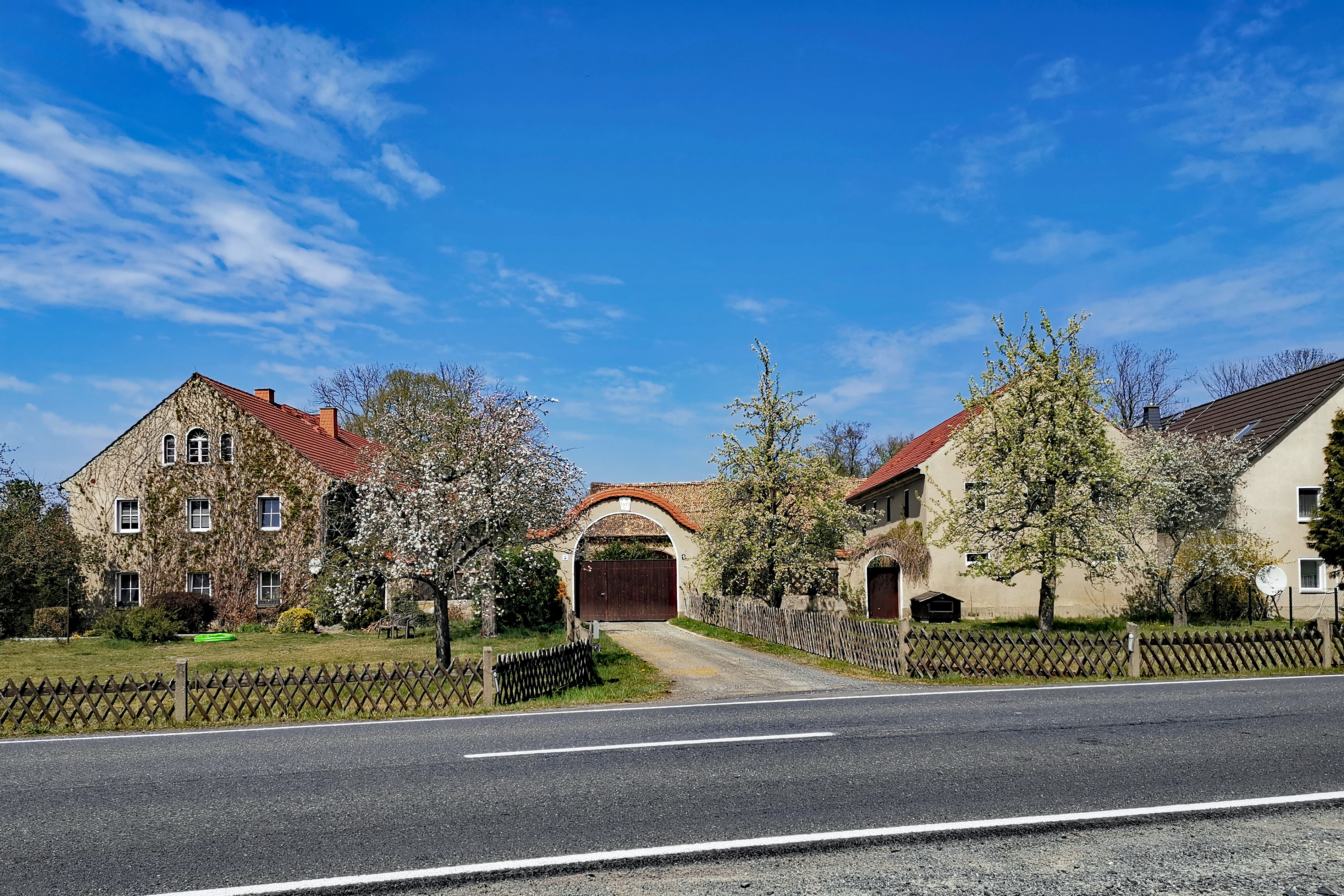
Дом с конюшней и двором. Памятник культуры федеральной земли Саксония

Чо́рнау (нем. Zschornau; серболужицкое наименование — Чо́рнов в.-луж.  Čornow) — сельский населённый пункт в городских границах Каменца, район Баутцен, федеральная земля Саксония, Германия. Один из двух населённых пунктов сельской общины Чорнау-Шидель.

## География
Находится северо-восточнее Каменца на автомобильной дороге S95 (участок Каменц — Ослинг), примыкающей к аэропорту Каменца. Восточнее населённого пункта находится озеро Дойчбазелицер-Гростайх (нем. Deutschbaselitzer Großteich, Немскопазличанское большое озеро, в.-луж. Nĕmskopazličanski wulki hat), за которым расположен обширный лесной массив, простирающийся до деревни Шмерлиц (Смерджаца) коммуны Ральбиц-Розенталь и на западе — лесной массив с холмами Тойфельсберг (Teufelsberg) и Охсенберг (Ochsenberg). На севере от деревни расположен биосферный заповедник «Пруды Била-Вайсиг».
Соседние населённые пункты: на северо-востоке — Шидель (Кшидол, в составе коммуны Чорнау-Шидель, в городских границах Каменца), на юго-востоке — Дойчбазелиц (Немске-Пазлицы, в городских границах Каменца), на юго-западе — Каменц, на северо-востоке — деревня Била (Бела, в городских границах Каменца).

## История
Впервые упоминается в 1225 году под наименованием «Tschorne». До 1965 года деревня входила в состав района Каменц в статусе самостоятельной сельской общины. 1 июля 1965 года была объединена вместе с соседним Шиделем в сельскую общину Чорнау-Шидель. В 1999 году после территориально-административных реформ населённый пункт в составе общины Чорнау-Шидель вошёл в городские границы Каменца.
Исторические немецкие наименования:
- Tschorne, 1225
- Czorne, 1374
- Czornaw, 1419
- Tzschornaw, 1476
- tzur Czorne, 1553
- Zornaw, 1572
- Tzschornau, 1791
- Zschornau (Tschornau), 1875

## Население
Согласно статистическому сочинению «Dodawki k statisticy a etnografiji łužickich Serbow» Арношта Муки в 1884 году в деревне проживало 164 жителей (из них — 134 лужичан (51 %)).
Лужицкий демограф Арношт Черник в своём сочинении «Die Entwicklung der sorbischen Bevölkerung» указывает, что в 1956 году при общей численности в 301 жителей серболужицкое население деревни составляло 1 % (только трое взрослых владели верхнелужицким языком).
| 1834 | 1871 | 1890 | 1910 | 1925 | 1939 | 1946 | 1950 | 1964 |
| ---- | ---- | ---- | ---- | ---- | ---- | ---- | ---- | ---- |
| 218  | 243  | 268  | 277  | 280  | 286  | 272  | 308  | 271  |